# Drupada

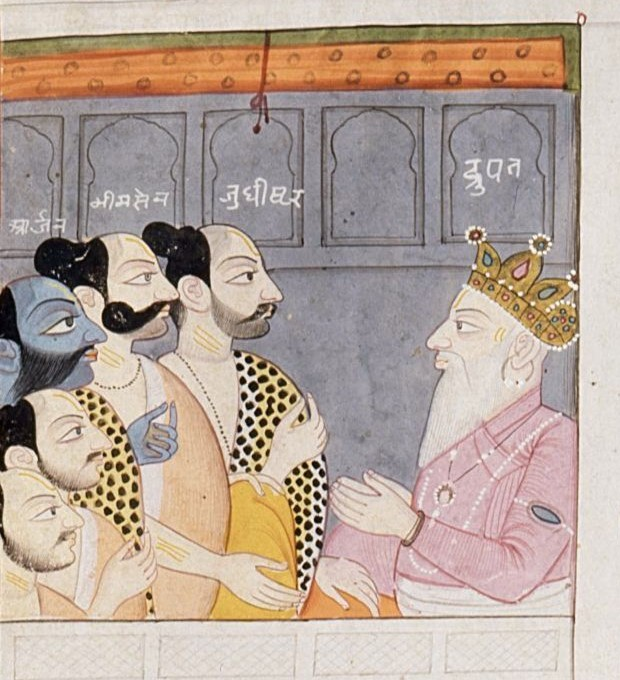
Drupada y Pandavas. Imagen del Mahabharata. Pintura en Kangra.

Drupada (literalmente ‘pilar de madera’), también conocido como Yajñasena (‘el guerrero del ritual de fuego’), es un personaje del Majabhárata, un texto épico-religioso de la India del siglo III a. C.). Era el rey de Panchala del Norte,
cuya capital era Kamapilia.
El nombre de su padre era Prishata.

## Datación de su leyenda
En el Rig-veda (el texto más antiguo de la India, de mediados del II milenio a. C.) no se menciona a Drupada ni a los otros personajes que le acompañan, como el dios Krisna, los hermanos Pándavas, etc. La primera aparición del rey Drupada se encuentra en el texto épico-religioso Majábharata del siglo III a. C.

## Nombre sánscrito
- drupāda, en el sistema AITS (alfabeto internacional para la transliteración del sánscrito).[4]
- द्रुपद, en escritura devanagari del sánscrito.[4]
- Pronunciación:
  - /drupadá/ en sánscrito[4] o bien
  - /drupád/ en varios idiomas modernos de la India (como el bengalí, el hindí, el maratí o el palí).
- Etimología: pilar de madera, un poste de madera (al cual se ataban los presos para torturarlos), más tarde pasó a significar una columna de cualquier material; según el Rig-veda, el Vāyasanei samjitá y el Átharva-veda.[4]
  - dru: madera
  - pada: poste. No confundir con pāda (pie o paso).

## Conflicto con Drona
Drupada y Drona estudiaron juntos bajo la tutela del rishi (sabio) Bharadvash, el padre de Drona. Se convirtieron en grandes amigos y Drupada le aseguró a Drona que cuando se convirtiera en rey, compartiría la mitad de su reino con él. Cuando Drupada se convirtió en rey tras la muerte de su padre, Drona ―que era incapaz de darle de comer a su esposa y su hijo, debido a su pobreza―, se acercó a Drona para pedirle ayuda. Drupada ―ahora adulto y consciente de la diferencia de estatus entre ellos, se negó a reconocer su amistad con Drona― y lo echó de su palacio llamándolo «mendigo». Más tarde Drona fue empleado por Bhisma para formar a los hijos de Pandu (los pándavas) y de Dritarastra (los káuravas). Después del entrenamiento militar de los pándavas y los káuravas, Drona les pidió como guru-dáksina (dádiva al maestro), que derrotaran y capturaran al rey Drupada. Los pándavas, dirigidos por Aryuna, derrotaron a Drupada, lo ataron con cuerdas y lo trajeron ante Drona. Drona hizo liberar a Drupada en su presencia y le devolvió solo una mitad del reino (tal como Drupada le había prometido). Humillado, Drupada trató de vengarse de Drona, pero se dio cuenta de que no podía igualar su poderío. Entonces Drupada realizó un gran iagña (ritual de sacrificio con fuego) para propiciar a los dioses que le hicieran engendrar un hijo que matara a Drona. Después de este iagña tuvo a los gemelos Dristadiumna y Draupadi. Años más tarde, en la guerra del Mahabharata, Dhrishtadyumna decapitó a Drona.

## El concurso de elección de esposo para Draupadi
El rey Drupada organizó un suaiam-vara (concurso de elección de esposo) para que Draupadi eligiera un esposo. Para ganar la mano de Draupadi, los príncipes invitados tenían que doblar un enorme arco, colocarle la cuerda, y hacer pasar cinco flechas a través de un lejano anillo que giraba. Los dos únicos arqueros que podían realizar esa proeza eran Karna y Aryuna. Draupadi lo hizo echar de la competencia debido a que no tenía linaje aristocrático (en realidad Karna sí era un aristócrata porque era hermano de los pándavas, pero nadie lo sabía, excepto su madre biológica, Kunti). Aryuna tuvo éxito en el evento y Drupada lo aceptó como su yerno.
Cuando los pándavas llevaron a Draupadi a la choza donde vivían con su madre Kunti ―ya que se encontraban en sus años de exilio―, Kunti, sin mirar qué habían traído de la competencia, les ordenó a sus hijos que compartieran entre los cinco aquello que hubieran ganado, como propiedad común. Como estaban obligados ―de acuerdo con el dharma (la ley religiosa hinduista)― a obedecer a su madre, se dirigieron al palacio de Drupada (que les había dado refugio en su reino), donde el rishi (sabio) Viasa apoyó la propuesta de Kunti y sancionó el matrimonio.

## Familia
Drupada tuvo once hijos:
1. Dristadiumna
2. Satiayit
3. Sikandi, quien nació originalmente como una niña, por lo que se supuso que era la princesa de Kashi, cuya vida había sido arruinada por Bhishma, por lo que nació para vengarse de él (shikhandi significa ‘la que tiene testículos en la cabeza’ o ‘el que tiene los testículos como mero símbolo’)
4. Utamausha
5. Kumar
6. Iudamaniu
7. Vrika
8. Panchalia
9. Suratha
10. Satrunyaia
11. Yanam-Eyaia

## Papel de Drupada en la guerra de Kuruksetra
Drupada luchó en el bando de los pándavas en la guerra de Kuruksetra. Era considerado un majarathi (‘gran guerrero’).
La mayoría de los hijos de Drupada murieron en el campo de batalla durante los 18 días de la guerra de Kuruksetra (el nudo argumental del Majabhárata).
Drupada fue asesinado por Drona el día 15 de la guerra (que duró solo 18 días).
Drona a su vez fue matado por Dristadiumna, el hijo de Drupada.
Dos días después ―durante la madrugada siguiente al final de la guerra―, 
Ashwatama ―el hijo del fallecido Drona― vengó la muerte de su padre y degolló durante el sueño a los cuatro hijos sobrevivientes de Drupada: Dristadiumna, Shikandi, Iudamaniu y Uttamausha.